# Fulgencio Batista
Fulgencio Batista Zaldívar (Banes (Cuba), 16 de gener de 1901 – Marbella, 6 d'agost de 1973) va ser un militar cubà que fou president (1940-1944) i dictador (1952-1959) de la República de Cuba. Va intervenir en la creació de la constitució de l'any 1940, vigent fins a l'any 1976.
Accedí al poder mitjançant un cop d'estat previ a les eleccions de 1952 i establí una política favorable als Estats Units, instaurant una cruenta repressió cap a tota mena de dissidència. La duresa del seu règim propicià l'esclat de la Revolució Cubana de 1959 i el seu derrocament, fet que provocà la seva fugida del país d'on s'exilià fins a la seva mort a la ciutat espanyola de Marbella.

## Joventut i primera presidència
Va néixer a Banes (província de Santiago) el 16 de gener de 1901, tres anys després que l'illa fos alliberada de la influència espanyola i menys de dos anys abans que es convertís en una república independent. Criat en el si d'una família humil –el seu pare, Belisario Batista Palerma, era un senzill pagès– va quedar orfe abans dels tretze anys. Poc després ingressà a l'escola per aprendre l'ofici de modist; posteriorment treballà en la producció de canya de sucre i estudià per esdevenir barber. Finalment, a l'edat de vint anys, ingressà a l'exèrcit.
Essent sergent de l'exèrcit liderà el cop d'estat de 1933 –conegut amb el nom de la Rebel·lió dels Sergents– que reemplaçava el govern provisional de Carlos Manuel de Céspedes que havia destituït, prèviament, Gerardo Machado. Amb el nomenament de Ramón Grau San Martín com a president, Fulgencio Batista es convertia en el Cap Suprem, càrrec que li permetia de controlar eficaçment la presidència del govern.
Ramón Grau, però, només va romandre en el càrrec cent dies i va ser succeït per tres presidents igualment efímers –Carlos Mendieta Montefur (11 mesos), José Barnet Vinajeras (5 mesos), i Miguel Gómez Arias (7 mesos)– fins que Federico Laredo Brú aconseguí governar durant un període sensiblement llarg (de desembre de 1936 a octubre de 1940). Tanmateix, val a dir que en aquest període el poder efectiu estava en mans de Fulgencio Batista.
L'any 1940, Batista va ser elegit president de la república i redactà una constitució inspirada en la dels Estats Units. No obstant això, l'any 1944 va haver d'acceptar la convocatòria d'eleccions –la llei no en permetia la reelecció– que el van fer fora del poder en benefici del seu vell adversari, Ramón Grau San Martín.
Fulgencio Batista va prendre distància durant els vuit anys que van seguir, refugiant-se als Estats Units de 1945 a 1949.

## Segon mandat
El 1952, i per mitjà d'un segon cop d'estat, Batista derrocà el president Carlos Prío Socarrás (elegit el 1948) i es proclamà novament president. El nou govern va rebre el reconeixement diplomàtic dels Estats Units. Una de les primeres mesures preses per Batista va ser suspendre la constitució. L'opinió pública, per la seva banda, confiava que Batista restauraria l'estabilitat a l'illa després de la violència política, el malestar laboral i la corrupció governamental que havien caracteritzat la presidència de Prío Socarrás.
El mandat de Batista va ser renovat el 1954 després d'una tupinada. Amb la reelecció, Fulgencio va endurir les condicions i afermà la seva dictadura.
Els seus excessos dictatorials, però, van provocar diverses revoltes, la més important de les quals va ser la dirigida pels revolucionaris Fidel Castro i Che Guevara que acabà derrocant el govern de Batista l'1 de gener de 1959. El dictador va passar la resta de la seva vida a l'exili, primer a Portugal i després a Espanya, intervenint en conspiracions contra el castrisme. Va morir el 6 d'agost de 1973 a la ciutat andalusa de Marbella.